# Nadim Thabet
Nadim Thabet, né le 10 octobre 1984 à Tripoli, est un footballeur international libyen évoluant au poste de gardien de but.
En février 2011, Thabet répond positivement à une convocation au sein de l'équipe nationale libyenne.